# Кочище (Битолско)
 Тази статия е за селото в Битолско.  За селото в Жупа вижте Кочища.  За селото в Демир Хисар вижте Кочище.
Кочище или Кочища (на македонска литературна норма: Кочиште) е бивше село в Северна Македония, община Битоля.

## География
Селото се е намирало на Кочищката река в центъра на Снеговско-облаковската планина, югозападно от Драгожани и източно от Драгарино, в подножието на връх Кочище или Кочищкия връх (1347 m).

## История
Според статистиката на Васил Кънчов („Македония. Етнография и статистика“) към 1900 година в Кочища живеят 120 българи християни и 200 арнаути мохамедани.
На Етнографската карта на Битолския вилает на Картографския институт в София от 1901 година Кочища е чисто българско село в Битолската каза на Битолския санджак с 13 къщи.
В началото на XX век цялото село е под върховенството на Българската екзархия. По данни на секретаря на екзархията Димитър Мишев („La Macédoine et sa Population Chrétienne“) в 1905 година в Кочища (Kotchista) има 80 българи екзархисти.